# Alexandra Henkel (Schauspielerin, 1971)
Alexandra Henkel (* 6. September 1971 in Erlangen) ist eine deutsche Schauspielerin, die seit 2001 dem Ensemble des Wiener Burgtheaters angehört.

## Leben
Alexandra Henkel absolvierte von 1990 bis 1994 ihre Schauspielausbildung an der Hochschule für Musik und Theater Hannover.
Seit Anfang der 1990er Jahre ist Henkel in verschiedenen Fernsehproduktionen zu sehen und hatte unter anderem Auftritte in Serien wie Doppelter Einsatz und Tatort. Bekannt wurde sie vor allem durch die Hauptrolle der Lisa Busch, die sie in den ersten 160 Folgen der ARD-Serie Marienhof etwa zwei Jahre lang spielte. Die Rolle wurde anschließend von Iris Junik und später von Isabella Hübner weitergeführt.
Neben ihrer Tätigkeit fürs Fernsehen ist Henkel eine versierte Theaterschauspielerin. Von 1994 bis 2001 spielte sie am Thalia Theater. Seit der Spielzeit 2001/2002 gehört sie zum Ensemble des Wiener Burgtheaters. Besonders mit dem Regisseur Jürgen Flimm, der sie direkt von der Schauspielschule ans Thalia Theater geholt hatte, arbeitete sie viel zusammen, unter anderem in Inszenierungen von Drei Schwestern, Antigone oder als Luftgeist Philidel in König Arthur.
1994 wurde Henkel von der Zeitschrift Theater heute zur besten Nachwuchsschauspielerin gewählt, 1995 erhielt sie den Boy-Gobert-Preis, ein Preis für Nachwuchsschauspieler an Hamburger Bühnen.
Alexandra Henkel ist mit ihrem Burgtheater-Kollegen Dietmar König verheiratet, den sie in Hamburg am Thalia Theater kennengelernt hatte. Das Paar hat zwei Söhne und eine Tochter.

## Filmografie (Auswahl)
- 1992–1994: Marienhof (Fernsehserie)
- 1994: Der gute Merbach
- 1994: Die Wildente
- 1996: Doppelter Einsatz (Fernsehserie)
- 1997: Angeschlagen
- 2001: Jud Süß – Ein Film als Verbrechen?
- 2002: Broti & Pacek – Irgendwas ist immer (Fernsehserie)
- 2003: Tatort – Der schwarze Troll
- 2004: Das Werk
- 2006: Post Mortem (Fernsehserie)
- 2007: Höllenangst

## Hörspiele (Auswahl)
- 2003: Per Olov Enquist: Der Besuch des Leibarztes – Regie: Walter Adler (NDR/SWR)
- 2013: Chris Ohnemus: Ein Zeichen von Großzügigkeit – Regie: Martin Zylka (SR/RB/WDR)
- 2016: Chris Ohnemus: Was uns trennt – Regie: Martin Zylka

## Theaterproduktionen (Auswahl)

### Burgtheater Wien
- 2005 Kleinbürger von Maxim Gorki, Rolle: Zwetajena, Regie: Karin Beier
- 2006 Höllenangst von Johann Nestroy, Rolle: Adele von Stromberg, Regie: Martin Kušej
- 2006 Effi Briest von Theodor Fontane, Rolle: Effi Briest, Regie: Sandra Schüddekopf
- 2007 Das Haus des Richters von Dimitré Dinev, Rolle: Ada (Ariadne), Regie: Niklaus Helbling
- 2008 Ich habe King Kong zum Weinen gebracht von Johannes Schrettle, Regie: Robert Lehniger
- 2008 Lichtscheu von Stephan Lack, Rolle: Magda Unis, Regie: Barbara Nowotny
- 2008 Die Rosenkriege nach William Shakespeare, Rolle: John Holland, Rutland, Königin Elisabeth, Lady Grey, Regie: Stefan Kimmig
- 2008 Kaspar Häuser Meer von Felicia Zeller, Regie: Tina Lanik
- 2009 Trilogie des Wiedersehens von Botho Strauß, Rolle: Ruth, Regie: Stefan Bachmann
- 2013 Die Frau vom Meer von Henrik Ibsen, Rolle: Bolette, Regie: Anna Bergmann

### Thalia Theater Hamburg
- 1994 Die Wildente von Henrik Ibsen, Rolle: Hedvig Ekdal, Regie: Jürgen Flimm
- 1994 Straßenecke von Hans Henny Jahnns, Rolle: Alma, Regie: Dimiter Gotscheff
- 1995 Die Mama und die Hure von Jean Eustache, Rolle: Gilberte, Regie: Jürgen Gosch
- 1996 Ein Mittsommernachtstraum von William Shakespeare, Rolle: Hermia, Regie: Jens-Daniel Herzog
- 1997 Romeo und Julia von William Shakespeare, Rolle: Julia, Regie: Sven-Eric Bechtolf
- 1999 Drei Schwestern Anton Tschechow, Rolle: Irina, Regie: Jürgen Flimm
- 2000 Liliom von Ferenc Molnár, Regie: Michael Thalheimer

### Sonstiges
- 2004 King Arthur von Henry Purcell (Ko-Produktion mit den Salzburger Festspielen), Rolle: Philidel, Regie: Jürgen Flimm, musikalische Leitung: Nikolaus Harnoncourt